# Метлатонок
Метлато́нок (исп. Metlatónoc) — посёлок и административный центр одноимённого мексиканского муниципалитета в штате Герреро. Численность населения, по данным переписи 2010 года, составила 3 586 человек.

## Топонимика
Название посёлка Metlatónoc с языка науатль можно перевести как металлическая ступка.